# Histomoníase
Histomoníase ou histomonose é uma doença infecciosa das aves domésticas causada pelo protozoário Histomonas meleagridis. Infecta especificamente o intestino grosso(ceco) e no fígado.

## Sinais e sintomas
As úlceras e necrose do intestino e fígado causam desânimo/apatia, diminuição do apetite, menor crescimento, aumento da sede e diarreia amarelada. Eventualmente a malabsorção de nutrientes essenciais deixam as penas secas e eriçadas e a cabeça pode tornar-se cianótica (azulada). Por esse sintoma também pode ser conhecida como doença da cabeça azul/roxa/negra.

## Tratamento
Frequentemente é fatal e nenhum medicamento é eficiente em tratar essa doença depois que aparecem os sintomas, assim que recomenda-se isolar as aves infectadas e prevenir novos casos com antiparasitários como Nifurtimox, natustato ou nitarsona.